# Ferrari 125 F1
O Ferrari 125 F1 foi o primeiro carro de Fórmula 1 da Ferrari. Compartilhou seu motor com o 125 S que o antecedeu um ano, mas foi desenvolvido ao mesmo tempo por Enzo Ferrari, Valerio Colotti e o projetista Gioacchino Colombo.
O 125 F1 tinha chassi de aço tubular e um motor V12 sobrealimentado de 1,5 litro, que rendia 230 cv de potência a 7.000 rpm.
Sua primeira corrida foi o XVIII Grande Prêmio da Itália, realizado em 5 de setembro de 1948, e teve como piloto Raymond Sommer trazendo o 125 F1 na terceira colocação logo na sua estreia.
Para 1949, o motor foi modificado sendo colocado um duplo comando de válvulas (embora ainda usasse apenas duas válvulas por cilindro) e um compressor mecânico ainda pouco confiável. Esta combinação deu ao carro a potência de 280 cv a 8.000 rpm, garantindo ao modelo mais cinco vitórias naquele ano com Alberto Ascari, Luigi Villoresi e Peter Whitehead.
O desenvolvimento continuou no ano seguinte, mas o compressor problemático foi retirado em favor de um motor maior, o 275, projetado por Aurélio Lampredi.  
Já na período da Fórmula 1 moderna, o modelo foi utilizado nas temporadas de 1950, 1951 e 1952 da Fórmula 1. Foi guiado por Alberto Ascari, Raymond Sommer, Gigi Villoresi, José Froilán González, Giuseppe Farina e Piero Taruffi.